# ایگرالیشته
ایگرالیشته (به بلغاری: Igralishte) یک منطقهٔ مسکونی در بلغارستان است که در استان بلاگووگراد واقع شده‌است.
 ایگرالیشته  ۳۳۶ نفر جمعیت دارد و ۸۱۹ متر بالاتر از سطح دریا واقع شده‌است.